# Валтер Мадзари
Валтер Мадзари е бивш италиански футболист и треньор. Роден е на 1 октомври 1961 година в Сан Винченцо.

## Футболист
Мадзари е юноша на Фиорентина, но прави професионалния си дебют с тима на Пескара в Серия Б. За малко играе и в Серия А за тима на Каляри, след което е продаден на Реджина. Най-много се застоява в тима на ФК Емполи, а края на кариерата си приключва в Сасари Торес.

## Треньор

### Ранни години
Мадзари започва своята треньорска кариера през 1998 година като асистент на Ренцо Уливиери в тима на Наполи. Първия отбор, който поема е Ачиреале, който играе Серия Ц2. Водил е също отборите на Ливорно и Реджина.

### Сампдория
През 2007 година е обявен като новия треньор на Сампдория. В сезон 2007 – 08, той успява да класира отбора на шесто място в Серия А, като отбора взема участие и Купа на УЕФА. В сезон 2008 – 09 отбора се класира на 13-о място в Серия А, но в турнира за Купата на Италия успява да достигне до самия финал, елиминирайки на полуфинала шампиона Интер с 3 – 1. На финала се срещат срещу СС Лацио, но го губят. Това слага и край на престоя му в Сампдория.

### Наполи
През октомври 2009 година, Мадзари поема отбора на Наполи, заменяйки Роберто Донадони. Там той налага схема 3-4-3 и добрите резултати идват налице. През сезон 2010 – 11 отбора се класира на 3-то място в Серия А, което ги класира директно в групите на Шампионска лига. През сезон 2011 – 12 отбора се класира на 5-място в Серия А и достига до осминафинал в Шампионска лига, където е отранен от ФК Челси. Същия сезон Наполи печелят Купата на Италия като на финала побеждават отбора на Ювентус с 2 – 0. В сезон 2012/13 Наполи финишират на второ място в Серия А. След края на сезона, Мадзари напуска отбора.

### Интер
На 24 май 2013 година Мадзари подписва двугодишен договор отбора на Интер. Поради незадоволителни резултати е уволнен на 14 ноември 2014 г.

## Успехи

### Треньор
Сампдория
- Финалист за Купата на Италия – 2009

Наполи
- Купа на Италия – 2012